# Klimat Australii
     Równikowa (tropikalna)
     Zwrotnikowa (tropikalna)
     Podzwrotnikowa wilgotna (subtropikalna)
     Podzwrotnikowa wilgotna (subtropikalna)
     Oceaniczna (subtropikalna)
     Pustynna (subtropikalna)
     Pustynna (subtropikalna)
     Pół pustynna (subtropikalna)
     Pół pustynna (subtropikalna)
     Śródziemnomorska (subtropikalna)
     Śródziemnomorska (subtropikalna)

Strefy klimatyczne:
Równikowa (tropikalna)
Zwrotnikowa (tropikalna)
Podzwrotnikowa wilgotna (subtropikalna)
Podzwrotnikowa wilgotna (subtropikalna)
Oceaniczna (subtropikalna)
Pustynna (subtropikalna)
Pustynna (subtropikalna)
Pół pustynna (subtropikalna)
Pół pustynna (subtropikalna)
Śródziemnomorska (subtropikalna)
Śródziemnomorska (subtropikalna)

Duża rozciągłość południkowa Australii sprawia, że kraj ten leży w czterech strefach klimatycznych. Na północy występuje klimat podrównikowy, gdzie jedynie północny kraniec półwyspu Jork zalicza się do strefy klimatu równikowego, gdzie pora sucha jest słabo zaznaczona. Na przeważającej części lądu panuje klimat zwrotnikowy, a na południu rozciąga się strefa klimatu podzwrotnikowego. Nad południowym wybrzeżem Tasmanii panuje ciepły klimat umiarkowany. Duży obszar lądowy i obecność oceanów sprawia, że w Australii występuje kilka odmian klimatycznych. Większość powierzchni kraju odznacza się suchą i miejscami w głębi lądu, w strefie pustyń – skrajnie suchą odmianą. Wnętrze kraju cechuje dodatkowo klimat kontynentalny. Po wschodniej stronie łańcucha Wielkich Gór Wododziałowych występują klimaty morskie. Północno-wschodnie obszary kraju – przede wszystkim Półwysep Jork, to wilgotna odmiana klimatu podrównikowego, gdzie występują: pora sucha i deszczowa. Zjawisko pory deszczowej i suchej jest obecne nad całą północną Australią, tam gdzie panuje klimat podrównikowy i relatywnie wysokie temperatury. Południowo-zachodnia i południowo-wschodnia część Australii odznacza się śródziemnomorską odmianą klimatu. Wyjątek stanowi region nad Wielką Zatoką Australijską, gdzie klimat jest morski.

## Cechy klimatu i czynniki na niego wpływające
Na kształtowanie się warunków klimatycznych Australii wywiera wpływ położenie, zawartość lądu i nieznaczne urozmaicenie ukształtowania powierzchni, prądy morskie i układ stałych ośrodków barycznych.
Położenie Australii na półkuli południowej warunkuje odmienny rozkład pór roku niż na półkuli północnej. Styczeń jest najcieplejszym miesiącem w roku, zaś lipiec posiada najniższe temperatury. Słabe rozczłonkowanie linii brzegowej, brak większych zatok sprawia, że przenikanie wpływów oceanicznych do wnętrza kontynentu jest nieznaczne. Wpływy te ogranicza na zachodzie wysoka krawędź Wyżyny Zachodnioaustralijskiej, a na wschodzie bariera Wielkich Gór Wododziałowych. Stąd Australia, mimo oceanicznego położenia, posiada na znacznej przestrzeni suchy klimat kontynentalny.
Suchość klimatu wnętrza Australii warunkują głównie układy mas powietrza, uzależnione od występowania niżów i wyżów barycznych. W porze letniej, od grudnia do marca, w wyniku silnego nagrzania lądu i powietrza, północną część kontynentu obejmuje niż australijski. W związku z tym niżem napływają tu z północnego zachodu wilgotne masy powietrza morskiego, jako monsun letni. Monsun ten powoduje wzrost zachmurzenia, opadów i nieznaczny spadek temperatury powietrza. W ten sposób w części północnej Australii nastaje pora deszczowa. W tym czasie południowa część lądu jest pod wpływem wyżu południowoindyjskiego, rozciągającego się między Afryką i Australią. Z wyżu tego do wnętrza lądu napływają masy powietrza zwrotnikowo-kontynentalnego, w postaci pasatu południowo-wschodniego, który swoją wilgoć pozostawia na wschodnich stokach gór. Na zachodzie Australii i w jej wnętrzu w tym czasie panuje susza.
Od czerwca do września, układ cyrkulacji powietrza przesuwa się na północ, a cały kraj jest pod wpływem wyżu australijskiego. Nad lądem panują wówczas zwrotnikowo-kontynentalne masy powietrza, z wyjątkiem krańców południowych, które są w zasięgu wiatrów zachodnich, związanych z pasem wędrujących niżów. Wiatry te przynoszą opady atmosferyczne. Również stoki Wielkich Gór Wododziałowych mają duże opady atmosferyczne, gdzie w zimie napływa pasat południowo-wschodni.

## Temperatura powietrza

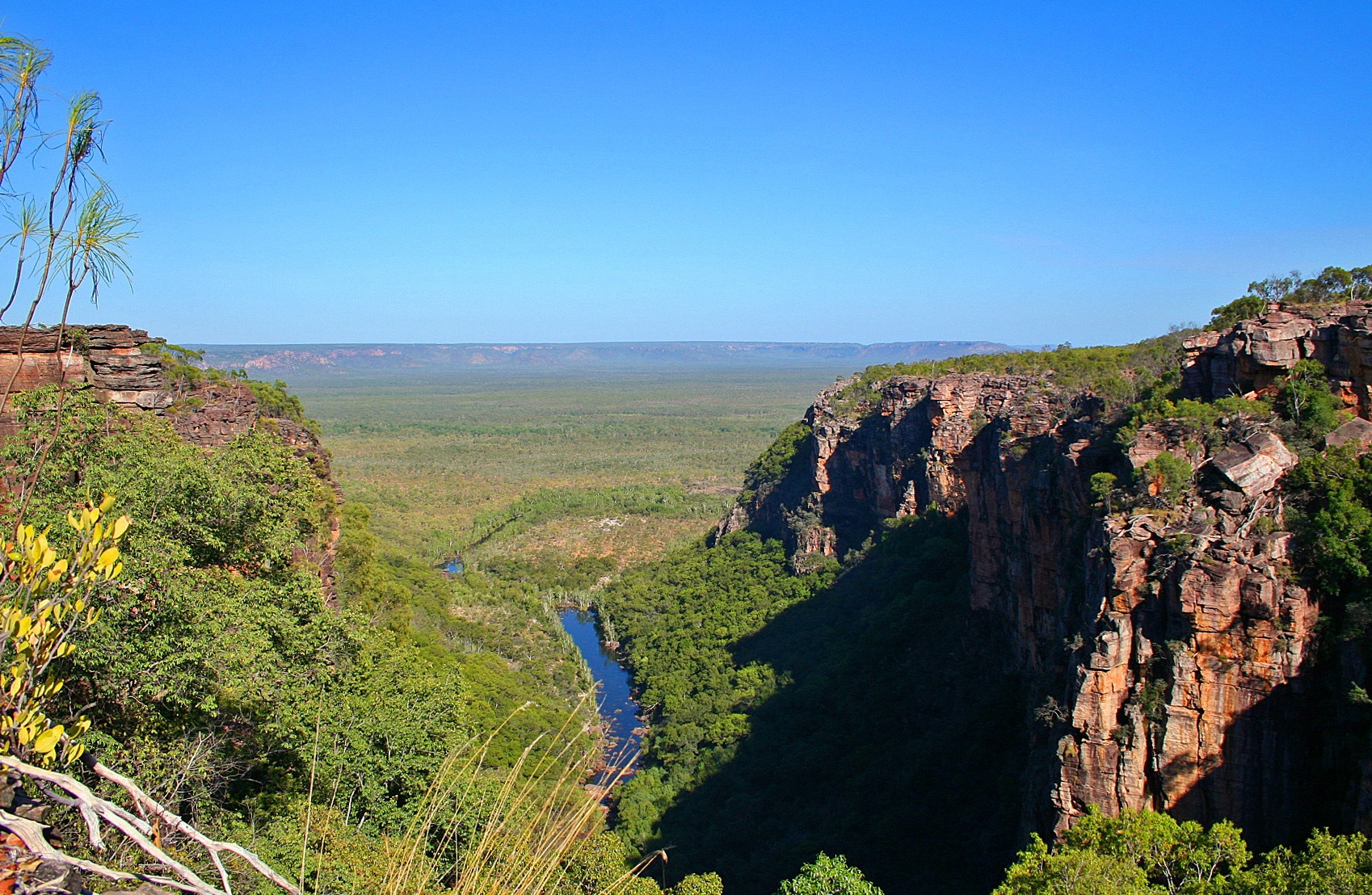
Północna część Australii (Terytorium Północne), która jest regionem wilgotnym w porównaniu z centralną częścią kraju

Temperatura powietrza Australii wykazuje znaczny związek z szerokością geograficzną i pozornym ruchem Słońca w ciągu roku. Najcieplejszym miesiącem roku jest styczeń. W miesiącu tym najwyższe średnie temperatury powietrza występują w Australii Zachodniej (Marble Bar), gdzie wynoszą one około 33 °C. Cała zachodnia część lądu, aż po okresową rzekę Coopers Creek, objęta jest izotermą 30 °C. Na południe od tej izotermy temperatury są coraz niższe, aż do 15 °C na Tasmanii. Przebieg izoterm zbliżony jest do równoleżnikowego. Odchylenia spowodowane są napływem wilgotnych mas powietrza i pasatami.
W lipcu układ izoterm również zbliżony jest do równoleżnikowego. Najniższe średnie temperatury powietrza występują w południowo-zachodniej części lądu, na wschód od miasta Perth oraz w części południowo-wschodniej, w południowym dorzeczu rzeki Murray. Średnie temperatury powietrza w lipcu spadają tu poniżej 10 °C. W ciągu pięciu miesięcy zimowych w części tej mogą występować temperatury około 0 °C, jednakże pokrywa śniegowa nie utrzymuje się w ciągu zimy. Mniej więcej ze zwrotnikiem Koziorożca pokrywa się przebieg izotermy 15 °C, a przez północne skrawki Ziemi Arnhema i Półwyspu Jork przebiega izoterma 25 °C. Najwyższą średnią wieloletnią temperaturą powietrza na poziomie rzeczywistym (+24 °C) zanotowano w Darwin.
Najniższa temperatura powietrza zanotowana została w stacji Charlotte Pass na wysokości 1830 m n.p.m. w lipcu 1945 roku. Wynosiła ona –22 °C. Rekordowo wysoką temperaturę zanotowano Clouncurry (Queensland) w styczniu 1889 roku. Wynosiła ona 53,1 °C. Roczne amplitudy temperatur powietrza w centrum Australii sięgają 20 °C, a na wybrzeżu nie przekraczają 10 °C. Oznacza to, że Australia cechuje się niedużym kontynentalizmem termicznym.

## Opady
Przebieg opadów atmosferycznych w ciągu roku jest zróżnicowany. Opady letnie przeważają w północnej części kontynentu, na północ od zwrotnika Koziorożca. Na południu występują opady zimowe. W części wschodniej opady atmosferyczne utrzymują się w ciągu całego roku z przewagą w półroczu ciepłym po wewnętrznej stronie gór i w porze chłodnej na stokach wschodnich. W środkowej części lądu opady są skąpe lub ich brak.
Największą ilość opadów, powyżej 1000 mm rocznie, otrzymują północno-wschodnie krańce lądu, wybrzeża Kimberley, Ziemia Arnhema, półwysep Jork i wschodnie stoki Wielkich Gór Wododziałowych. Maksymalne wartości notowane są w północno-wschodniej części kraju, gdzie opady sięgają 3500 mm. Obfitymi opadami cechuje się Tasmania, gdzie rocznie spada 1800 – 2000 mm. Równoległe do wybrzeży, z wyjątkiem części zachodniej, ciągnie się strefa z roczną ilością opadów w granicach 1000 – 1500 mm. Duże opady występują na wschodnim wybrzeżu, gdzie wartości przekraczają 1000 mm i sięgają 2000 mm. Na zachodnim wybrzeżu ilości rocznych opadów nie przekraczają 1000 mm. Trzecia strefa, bardziej wewnętrzna otrzymuje 250 – 500 mm, natomiast wnętrze lądu poniżej 250 mm opadów rocznie. Ilości opadów zmniejszają się w głąb lądu co wiąże się z kontynentalizmem kraju.
Charakterystyczną cechą opadów atmosferycznych Australii jest ich nieregularny przebieg i występowanie. Często opady są gwałtowne, przekraczające jednorazową średnią sumę opadów, lub występują okresy kilkuletnie z bardzo mała ilością opadów. Australia często nawiedzana jest przez powodzie, a zachodnie i szczególnie wschodnie wybrzeże nawiedzają cyklony tropikalne.

### Skutki globalnego ocieplenia
Globalne ocieplenie doprowadziło do wzrostu ryzyka pożaru lasu. Już po ociepleniu o 1 stopień sezon pożarów lasów rozszerza się „z dużą pewnością”. Ten efekt można zaobserwować w Australii. Raport klimatyczny australijskiego Biura Meteorologii i organizacji badawczej CSIRO pokazuje znaczny wzrost ryzyka pożaru w ciągu ostatnich dziesięcioleci. Raport podsumowuje to w następujący sposób: „Zmiany klimatu, w tym wzrost temperatury, przyczyniają się do tych zmian.” Pożary buszu w Australii w 2019 r. Spaliły rekordowy obszar około miliona hektarów. Odpowiada to jednej czwartej obszaru Szwajcarii. Kilkaset domów padło ofiarą płomieni.

## Ogólne dane klimatyczne
Dane klimatyczne pięciu australijskich metropolii oraz mniejszych miast:
| Miesiąc | Sty  | Lut  | Mar  | Kwi  | Maj  | Cze  | Lip  | Sie  | Wrz  | Paź  | Lis  | Gru  | Roczna |
| --- | ---- | ---- | ---- | ---- | ---- | ---- | ---- | ---- | ---- | ---- | ---- | ---- | ------ |
| Średnie temperatury w dzień [°C]                                                                                     | 29.1 | 29.1 | 28.0 | 26.0 | 23.6 | 21.3 | 21.0 | 22.2 | 24.2 | 25.4 | 26.9 | 28.2 | 25,4   |
| Średnie dobowe temperatury [°C]                                                                                      | 25.3 | 25.2 | 23.9 | 21.3 | 18.3 | 16.1 | 15.1 | 16.0 | 18.6 | 20.6 | 23.6 | 24.2 | 20,6   |
| Średnie temperatury w nocy [°C]                                                                                      | 21.4 | 21.2 | 19.8 | 16.5 | 13.0 | 10.8 | 9.2  | 9.8  | 12.9 | 15.8 | 18.3 | 20.1 | 15,7   |
| Opady [mm] | 127  | 121  | 112  | 73   | 98   | 68   | 28   | 37   | 33   | 74   | 94   | 120  | 1036   |
| Średnia liczba dni z opadami                                                                                         | 12.1 | 12.6 | 13.5 | 10.7 | 9.6  | 9.0  | 6.8  | 5.2  | 6.0  | 8.7  | 10.6 | 11.6 | 116    |
| Średnie usłonecznienie [h]                                                                                           | 267  | 235  | 233  | 237  | 239  | 198  | 239  | 270  | 267  | 270  | 273  | 264  | 2989   |
| Źródło: Bureau of Meteorology (liczba dni z opadami dla wartości 0,1 mm, wysokość 5 m n.p.m., nad zatoką, 1994-2019) |      |      |      |      |      |      |      |      |      |      |      |      |        |

| Miesiąc | Sty  | Lut  | Mar  | Kwi  | Maj  | Cze  | Lip  | Sie  | Wrz  | Paź  | Lis  | Gru  | Roczna |
| --- | ---- | ---- | ---- | ---- | ---- | ---- | ---- | ---- | ---- | ---- | ---- | ---- | ------ |
| Średnie temperatury w dzień [°C]                                                                                          | 27.0 | 26.8 | 25.7 | 23.6 | 20.9 | 18.2 | 17.9 | 19.3 | 21.6 | 23.2 | 24.2 | 25.7 | 22,8   |
| Średnie dobowe temperatury [°C]                                                                                           | 23.5 | 23.4 | 22.1 | 19.5 | 16.6 | 14.1 | 13.4 | 14.5 | 17.0 | 18.9 | 20.4 | 22.1 | 18,8   |
| Średnie temperatury w nocy [°C]                                                                                           | 20.0 | 19.9 | 18.4 | 15.3 | 12.3 | 10.0 | 8.9  | 9.7  | 12.3 | 14.6 | 16.6 | 18.4 | 14,7   |
| Opady [mm] | 91.1 | 132  | 118  | 114  | 100  | 145  | 76.8 | 75.4 | 63.4 | 67.7 | 90.6 | 73.0 | 1148   |
| Średnia liczba dni z opadami                                                                                              | 12.3 | 13.0 | 14.5 | 11.0 | 10.5 | 11.5 | 9.9  | 7.8  | 9.0  | 11.0 | 12.6 | 10.9 | 134    |
| Średnie usłonecznienie [h]                                                                                                | 236  | 200  | 211  | 186  | 177  | 183  | 198  | 239  | 234  | 242  | 246  | 239  | 2598   |
| Źródło: Bureau of Meteorology (liczba dni z opadami dla wartości 0,1 mm, wysokość 39 m n.p.m., 7 km od oceanu, 1991-2020) |      |      |      |      |      |      |      |      |      |      |      |      |        |

| Miesiąc                          | Sty  | Lut  | Mar  | Kwi  | Maj  | Cze  | Lip  | Sie  | Wrz  | Paź  | Lis  | Gru  | Roczna |
| -------------------------------- | ---- | ---- | ---- | ---- | ---- | ---- | ---- | ---- | ---- | ---- | ---- | ---- | ------ |
| Średnie temperatury w dzień [°C] | 31.3 | 31.7 | 29.6 | 25.9 | 22.3 | 19.4 | 18.4 | 19.1 | 20.4 | 23.4 | 26.6 | 29.1 | 24,8   |
| Średnie dobowe temperatury [°C]  | 24.8 | 25.0 | 23.2 | 19.9 | 16.4 | 14.0 | 13.1 | 13.7 | 15.0 | 17.5 | 20.5 | 22.8 | 18,8   |
| Średnie temperatury w nocy [°C]  | 18.2 | 18.3 | 16.7 | 13.8 | 10.5 | 8.6  | 7.7  | 8.3  | 9.6  | 11.5 | 14.3 | 16.4 | 12,8   |
| Opady [mm]                       | 15.4 | 8.5  | 20.3 | 37.8 | 91.1 | 126  | 145  | 122  | 88.0 | 38.6 | 23.7 | 10.1 | 728    |
| Średnia liczba dni z opadami     | 2.7  | 2.1  | 4.3  | 7.1  | 11.5 | 14.7 | 17.1 | 15.7 | 15.0 | 8.8  | 6.0  | 3.6  | 109    |
| Średnie usłonecznienie [h]       | 357  | 319  | 298  | 249  | 214  | 177  | 189  | 223  | 231  | 298  | 318  | 357  | 3221   |
| Źródło: Bureau of Meteorology    |      |      |      |      |      |      |      |      |      |      |      |      |        |

| Miesiąc                          | Sty  | Lut  | Mar  | Kwi  | Maj  | Cze  | Lip  | Sie  | Wrz  | Paź  | Lis  | Gru  | Roczna |
| -------------------------------- | ---- | ---- | ---- | ---- | ---- | ---- | ---- | ---- | ---- | ---- | ---- | ---- | ------ |
| Średnie temperatury w dzień [°C] | 29.2 | 29.5 | 26.5 | 22.7 | 19.0 | 16.1 | 15.3 | 16.6 | 19.0 | 21.8 | 25.2 | 26.9 | 22,3   |
| Średnie dobowe temperatury [°C]  | 23.3 | 23.4 | 20.9 | 17.6 | 14.7 | 12.2 | 11.4 | 12.4 | 14.5 | 16.8 | 19.7 | 21.4 | 17,4   |
| Średnie temperatury w nocy [°C]  | 17.1 | 17.2 | 15.3 | 12.5 | 10.2 | 8.1  | 7.5  | 8.2  | 9.7  | 11.4 | 14.0 | 15.5 | 12,2   |
| Opady [mm]                       | 19.7 | 12.8 | 26.5 | 39.3 | 61.1 | 79.9 | 75.7 | 69.9 | 59.4 | 41.5 | 30.3 | 30.1 | 546    |
| Średnia liczba dni z opadami     | 4.5  | 3.3  | 5.7  | 7.9  | 11.9 | 15.0 | 16.0 | 16.5 | 13.4 | 10.2 | 8.0  | 7.0  | 119    |
| Średnie usłonecznienie [h]       | 321  | 288  | 267  | 219  | 167  | 138  | 146  | 186  | 204  | 257  | 273  | 295  | 2782   |
| Źródło: Bureau of Meteorology    |      |      |      |      |      |      |      |      |      |      |      |      |        |

| Miesiąc                                                                                                   | Sty  | Lut  | Mar  | Kwi  | Maj  | Cze  | Lip  | Sie  | Wrz  | Paź  | Lis  | Gru  | Roczna |
| --- | ---- | ---- | ---- | ---- | ---- | ---- | ---- | ---- | ---- | ---- | ---- | ---- | ------ |
| Średnie temperatury w dzień [°C]                                                                          | 27.0 | 26.9 | 24.6 | 21.1 | 17.6 | 15.1 | 14.5 | 15.9 | 18.1 | 20.5 | 22.9 | 24.8 | 20,8   |
| Średnie dobowe temperatury [°C]                                                                           | 21.6 | 21.7 | 19.6 | 16.5 | 13.7 | 11.7 | 11.0 | 11.9 | 13.8 | 15.7 | 17.9 | 19.6 | 16,2   |
| Średnie temperatury w nocy [°C]                                                                           | 16.1 | 16.4 | 14.6 | 11.8 | 9.8  | 8.2  | 7.5  | 7.9  | 9.4  | 10.9 | 12.8 | 14.3 | 11,6   |
| Opady [mm]                                                                                                | 44.2 | 50.2 | 39.0 | 53.2 | 43.9 | 49.5 | 39.8 | 47.0 | 54.5 | 55.8 | 63.3 | 60.9 | 601    |
| Średnia liczba dni z opadami                                                                              | 8.9  | 7.8  | 9.5  | 11.0 | 12.0 | 13.7 | 14.3 | 14.4 | 14.4 | 13.5 | 11.5 | 9.9  | 141    |
| Średnie usłonecznienie [h]                                                                                | 279  | 235  | 211  | 168  | 121  | 108  | 115  | 146  | 171  | 195  | 210  | 233  | 2191   |
| Źródło: Bureau of Meteorology (liczba dni z opadami dla wartości 0,1 mm, wysokość 31 m n.p.m., 1991-2014) |      |      |      |      |      |      |      |      |      |      |      |      |        |

| Miesiąc | Sty  | Lut  | Mar  | Kwi  | Maj  | Cze  | Lip  | Sie  | Wrz  | Paź  | Lis  | Gru  | Roczna |
| --- | ---- | ---- | ---- | ---- | ---- | ---- | ---- | ---- | ---- | ---- | ---- | ---- | ------ |
| Średnie temperatury w dzień [°C]                                                                                             | 28.7 | 27.7 | 24.8 | 20.5 | 16.3 | 12.5 | 11.8 | 13.5 | 16.6 | 19.9 | 23.3 | 26.3 | 20,2   |
| Średnie dobowe temperatury [°C]                                                                                              | 21.2 | 20.7 | 17.9 | 13.8 | 10.0 | 6.9  | 6.0  | 7.4  | 10.2 | 13.2 | 16.4 | 19.1 | 13,6   |
| Średnie temperatury w nocy [°C]                                                                                              | 13.7 | 13.6 | 10.9 | 7.1  | 3.7  | 1.3  | 0.2  | 1.3  | 3.8  | 6.4  | 9.5  | 11.9 | 7,0    |
| Opady [mm] | 54.7 | 52.7 | 45.2 | 41.0 | 38.1 | 44.7 | 47.6 | 45.9 | 51.9 | 51.0 | 68.9 | 54.8 | 596    |
| Średnia liczba dni z opadami                                                                                                 | 6.5  | 6.1  | 6.2  | 6.6  | 7.1  | 9.1  | 10.0 | 9.4  | 9.7  | 8.9  | 10.0 | 7.7  | 97,3   |
| Średnie usłonecznienie [h]                                                                                                   | 295  | 254  | 251  | 219  | 186  | 156  | 180  | 217  | 231  | 267  | 267  | 291  | 2814   |
| Źródło: Bureau of Meteorology (liczba dni z opadami dla wartości 0,1 mm, wysokość 578 m n.p.m., 110 km od oceanu, 1981-2010) |      |      |      |      |      |      |      |      |      |      |      |      |        |

| Miesiąc | Sty  | Lut  | Mar  | Kwi  | Maj  | Cze  | Lip  | Sie  | Wrz  | Paź  | Lis  | Gru  | Roczna |
| --- | ---- | ---- | ---- | ---- | ---- | ---- | ---- | ---- | ---- | ---- | ---- | ---- | ------ |
| Średnie temperatury w dzień [°C]                                                                           | 36.9 | 35.6 | 32.9 | 28.6 | 23.5 | 19.8 | 20.0 | 23.1 | 28.1 | 31.4 | 34.0 | 35.6 | 29,1   |
| Średnie dobowe temperatury [°C]                                                                            | 29.4 | 28.4 | 25.3 | 20.7 | 15.9 | 12.3 | 12.0 | 14.5 | 19.6 | 23.2 | 26.1 | 28.1 | 21,3   |
| Średnie temperatury w nocy [°C]                                                                            | 21.8 | 21.1 | 17.7 | 12.7 | 8.2  | 4.7  | 3.9  | 5.9  | 11.0 | 14.9 | 18.1 | 20.5 | 13,4   |
| Opady [mm]                                                                                                 | 39.9 | 40.3 | 35.4 | 20.3 | 18.2 | 13.6 | 16.5 | 5.1  | 7.1  | 21.3 | 32.7 | 40.9 | 291,2  |
| Średnia liczba dni z opadami                                                                               | 4.6  | 4.3  | 3.5  | 2.5  | 2.8  | 2.6  | 2.3  | 1.8  | 2.3  | 4.2  | 5.6  | 6.4  | 42,9   |
| Średnie usłonecznienie [h]                                                                                 | 319  | 284  | 298  | 288  | 270  | 255  | 282  | 310  | 300  | 313  | 303  | 307  | 3509   |
| Źródło: Bureau of Meteorology (liczba dni z opadami dla wartości 0,1 mm, wysokość 546 m n.p.m., 1981-2010) |      |      |      |      |      |      |      |      |      |      |      |      |        |

| Miesiąc | Sty  | Lut  | Mar  | Kwi  | Maj  | Cze  | Lip  | Sie  | Wrz  | Paź  | Lis  | Gru  | Roczna |
| --- | ---- | ---- | ---- | ---- | ---- | ---- | ---- | ---- | ---- | ---- | ---- | ---- | ------ |
| Średnie temperatury w dzień [°C]                                                                           | 36.7 | 35.8 | 34.8 | 32.3 | 27.8 | 24.8 | 25.1 | 27.5 | 32.5 | 35.2 | 36.7 | 37.0 | 32,2   |
| Średnie dobowe temperatury [°C]                                                                            | 30.1 | 30.2 | 29.2 | 26.7 | 22.1 | 19.0 | 18.9 | 20.9 | 25.8 | 28.6 | 30.4 | 31.0 | 26,1   |
| Średnie temperatury w nocy [°C]                                                                            | 25.0 | 24.8 | 23.5 | 20.8 | 16.4 | 13.1 | 12.7 | 14.3 | 19.0 | 22.0 | 25.1 | 25.0 | 20,0   |
| Opady [mm]                                                                                                 | 128  | 133  | 45.7 | 15.4 | 8.1  | 4.4  | 4.1  | 2.5  | 4.8  | 17.2 | 46.9 | 83.2 | 499    |
| Średnia liczba dni z opadami                                                                               | 10.5 | 9.6  | 4.7  | 1.7  | 1.4  | 0.9  | 0.8  | 0.4  | 1.8  | 3.4  | 5.9  | 8.6  | 49,7   |
| Średnie usłonecznienie [h]                                                                                 | 285  | 266  | 291  | 297  | 304  | 294  | 313  | 332  | 309  | 313  | 294  | 276  | 3587   |
| Źródło: Bureau of Meteorology (liczba dni z opadami dla wartości 0,1 mm, wysokość 376 m n.p.m., 1991-2020) |      |      |      |      |      |      |      |      |      |      |      |      |        |

| Miesiąc | Sty  | Lut  | Mar  | Kwi  | Maj  | Cze  | Lip  | Sie  | Wrz  | Paź  | Lis  | Gru  | Roczna |
| --- | ---- | ---- | ---- | ---- | ---- | ---- | ---- | ---- | ---- | ---- | ---- | ---- | ------ |
| Średnie temperatury w dzień [°C]                                                                                      | 33.2 | 32.8 | 33.9 | 34.4 | 32.1 | 29.4 | 29.1 | 30.3 | 31.7 | 32.9 | 33.6 | 33.5 | 32,2   |
| Średnie dobowe temperatury [°C]                                                                                       | 29.9 | 29.5 | 29.7 | 28.6 | 25.2 | 22.3 | 21.4 | 22.5 | 25.3 | 27.8 | 29.6 | 30.0 | 26,8   |
| Średnie temperatury w nocy [°C]                                                                                       | 26.5 | 26.1 | 25.5 | 22.7 | 18.2 | 15.2 | 13.7 | 14.7 | 18.8 | 22.7 | 25.5 | 26.5 | 21,3   |
| Opady [mm] | 191  | 201  | 110  | 27.6 | 15.7 | 14.6 | 9.5  | 1.5  | 1.0  | 0.6  | 9.9  | 76.0 | 659    |
| Średnia liczba dni z opadami                                                                                          | 11.0 | 12.5 | 8.3  | 2.4  | 1.8  | 1.4  | 0.9  | 0.5  | 0.4  | 0.3  | 1.2  | 6.0  | 46,7   |
| Średnie usłonecznienie [h]                                                                                            | 267  | 223  | 267  | 294  | 291  | 279  | 304  | 322  | 312  | 338  | 336  | 288  | 3513   |
| Źródło: Bureau of Meteorology (liczba dni z opadami dla wartości 0,1 mm, wysokość 7 m n.p.m., nad oceanem, 1981-2010) |      |      |      |      |      |      |      |      |      |      |      |      |        |

| Miesiąc | Sty  | Lut  | Mar  | Kwi  | Maj  | Cze  | Lip  | Sie  | Wrz  | Paź  | Lis  | Gru  | Roczna |
| --- | ---- | ---- | ---- | ---- | ---- | ---- | ---- | ---- | ---- | ---- | ---- | ---- | ------ |
| Średnie temperatury w dzień [°C]                                                                                         | 31.7 | 31.5 | 31.3 | 30.0 | 28.0 | 25.9 | 25.3 | 26.2 | 28.1 | 29.7 | 30.8 | 31.8 | 29,2   |
| Średnie dobowe temperatury [°C]                                                                                          | 28.2 | 28.1 | 27.3 | 25.6 | 23.1 | 20.5 | 19.7 | 20.6 | 23.0 | 25.4 | 27.0 | 28.2 | 24,7   |
| Średnie temperatury w nocy [°C]                                                                                          | 24.7 | 24.6 | 23.3 | 21.2 | 18.2 | 15.1 | 14.0 | 14.9 | 17.8 | 21.1 | 23.1 | 24.5 | 20,2   |
| Opady [mm] | 250  | 292  | 110  | 75.0 | 32.9 | 19.1 | 13.5 | 20.8 | 11.5 | 25.7 | 79.2 | 141  | 1072   |
| Średnia liczba dni z opadami                                                                                             | 14.3 | 14.2 | 10.4 | 8.1  | 6.0  | 4.2  | 3.3  | 2.4  | 2.6  | 5.0  | 8.5  | 10.2 | 89,2   |
| Średnie usłonecznienie [h]                                                                                               | 257  | 220  | 251  | 237  | 239  | 234  | 257  | 270  | 291  | 307  | 282  | 288  | 3134   |
| Źródło: Bureau of Meteorology (liczba dni z opadami dla wartości 0,1 mm, wysokość 4 m n.p.m., 3 km od oceanu, 1981-2010) |      |      |      |      |      |      |      |      |      |      |      |      |        |

| Miesiąc | Sty  | Lut  | Mar  | Kwi  | Maj  | Cze  | Lip  | Sie  | Wrz  | Paź  | Lis  | Gru  | Roczna |
| --- | ---- | ---- | ---- | ---- | ---- | ---- | ---- | ---- | ---- | ---- | ---- | ---- | ------ |
| Średnie temperatury w dzień [°C]                                                                                      | 31.6 | 31.3 | 30.7 | 29.4 | 27.9 | 26.3 | 25.9 | 26.7 | 28.4 | 29.8 | 30.8 | 31.6 | 29,2   |
| Średnie dobowe temperatury [°C]                                                                                       | 27.8 | 27.7 | 26.9 | 25.7 | 24.1 | 22.3 | 21.5 | 22.1 | 23.6 | 25.4 | 26.7 | 27.7 | 25,1   |
| Średnie temperatury w nocy [°C]                                                                                       | 23.9 | 24.0 | 23.1 | 21.9 | 20.2 | 18.2 | 17.1 | 17.5 | 18.8 | 20.9 | 22.5 | 23.7 | 21,0   |
| Opady [mm] | 379  | 448  | 378  | 215  | 89.0 | 40.8 | 30.9 | 28.9 | 34.8 | 48.2 | 112  | 178  | 1982   |
| Średnia liczba dni z opadami                                                                                          | 18.1 | 18.4 | 18.4 | 18.8 | 14.0 | 9.1  | 8.8  | 8.2  | 7.1  | 8.1  | 11.8 | 14.1 | 155    |
| Średnie usłonecznienie [h]                                                                                            | 217  | 183  | 202  | 207  | 211  | 216  | 226  | 245  | 264  | 276  | 252  | 242  | 2745   |
| Źródło: Bureau of Meteorology (liczba dni z opadami dla wartości 0,1 mm, wysokość 2 m n.p.m., nad oceanem, 1981-2010) |      |      |      |      |      |      |      |      |      |      |      |      |        |

| Miesiąc                          | Sty  | Lut  | Mar  | Kwi  | Maj  | Cze  | Lip  | Sie  | Wrz  | Paź  | Lis  | Gru  | Roczna |
| -------------------------------- | ---- | ---- | ---- | ---- | ---- | ---- | ---- | ---- | ---- | ---- | ---- | ---- | ------ |
| Średnie temperatury w dzień [°C] | 31.8 | 31.5 | 32.1 | 32.9 | 32.3 | 30.8 | 30.8 | 31.6 | 32.8 | 33.5 | 33.5 | 32.7 | 32,2   |
| Średnie dobowe temperatury [°C]  | 28.4 | 28.2 | 28.4 | 28.6 | 27.4 | 25.5 | 25.1 | 26.0 | 28.0 | 29.3 | 29.6 | 29.2 | 29,2   |
| Średnie temperatury w nocy [°C]  | 25.0 | 24.9 | 24.7 | 24.3 | 22.5 | 20.1 | 19.4 | 20.4 | 23.2 | 25.0 | 25.6 | 25.6 | 23,4   |
| Opady [mm]                       | 466  | 373  | 335  | 108  | 24.7 | 2.3  | 1.2  | 5.8  | 17.4 | 65.4 | 137  | 276  | 1811   |
| Średnia liczba dni z opadami     | 22.3 | 21.1 | 19.6 | 9.8  | 2.3  | 0.7  | 0.4  | 0.7  | 2.9  | 6.7  | 12.5 | 16.9 | 116    |
| Średnie usłonecznienie [h]       | 180  | 162  | 220  | 264  | 304  | 300  | 316  | 319  | 294  | 298  | 252  | 208  | 3111   |
| Źródło: Bureau of Meteorology    |      |      |      |      |      |      |      |      |      |      |      |      |        |

| Miesiąc | Sty  | Lut  | Mar  | Kwi  | Maj  | Cze  | Lip  | Sie  | Wrz  | Paź  | Lis  | Gru  | Roczna |
| --- | ---- | ---- | ---- | ---- | ---- | ---- | ---- | ---- | ---- | ---- | ---- | ---- | ------ |
| Średnie temperatury w dzień [°C]                                                                                                   | 31.3 | 32.7 | 31.9 | 29.5 | 26.7 | 23.7 | 22.6 | 23.4 | 24.7 | 26.3 | 28.1 | 29.5 | 27,5   |
| Średnie dobowe temperatury [°C] | 26.9 | 28.1 | 27.0 | 24.4 | 20.8 | 17.9 | 16.7 | 17.5 | 19.3 | 21.4 | 23.5 | 25.1 | 22,4   |
| Średnie temperatury w nocy [°C] | 22.4 | 23.5 | 22.1 | 19.3 | 14.9 | 12.1 | 10.7 | 11.6 | 13.9 | 16.5 | 18.8 | 20.7 | 17,2   |
| Opady [mm] | 8.1  | 16.8 | 15.7 | 15.8 | 28.2 | 46.1 | 44.0 | 18.3 | 7.4  | 4.7  | 4.6  | 11.7 | 221    |
| Średnia liczba dni z opadami | 1.3  | 2.2  | 2.2  | 2.5  | 4.5  | 6.8  | 6.8  | 5.1  | 3.3  | 1.7  | 1.5  | 0.6  | 38,5   |
| Źródło: Bureau of Meteorology (liczba dni z opadami dla wartości 0,1 mm, Carnarvon Airport, 4 m n.p.m., 2 km od oceanu, 1981-2010) |      |      |      |      |      |      |      |      |      |      |      |      |        |

| Miesiąc | Sty  | Lut  | Mar  | Kwi  | Maj  | Cze  | Lip  | Sie  | Wrz  | Paź  | Lis  | Gru  | Roczna |
| --- | ---- | ---- | ---- | ---- | ---- | ---- | ---- | ---- | ---- | ---- | ---- | ---- | ------ |
| Średnie temperatury w dzień [°C]                                                                                 | 34.0 | 34.9 | 34.1 | 31.1 | 27.3 | 23.9 | 22.7 | 24.1 | 25.9 | 28.3 | 30.3 | 32.3 | 29,1   |
| Średnie dobowe temperatury [°C]                                                                                  | 27.8 | 28.7 | 27.7 | 24.8 | 20.9 | 17.8 | 16.6 | 17.6 | 19.3 | 21.9 | 24.0 | 26.0 | 22,8   |
| Średnie temperatury w nocy [°C]                                                                                  | 21.6 | 22.4 | 21.2 | 18.4 | 14.5 | 11.7 | 10.5 | 11.1 | 12.7 | 15.4 | 17.7 | 19.7 | 16,4   |
| Opady [mm] | 8.4  | 22.9 | 19.9 | 8.7  | 24.0 | 46.5 | 30.6 | 20.7 | 9.6  | 4.6  | 2.1  | 8.9  | 209    |
| Średnia liczba dni z opadami                                                                                     | 1.7  | 2.1  | 1.7  | 2.7  | 6.4  | 9.1  | 10.1 | 9.3  | 5.5  | 2.7  | 1.6  | 1.1  | 54,0   |
| Źródło: Bureau of Meteorology (liczba dni z opadami dla wartości 0,1 mm, 34 m n.p.m., 5 km od oceanu, 2000-2018) |      |      |      |      |      |      |      |      |      |      |      |      |        |

| Miesiąc | Sty  | Lut  | Mar  | Kwi  | Maj  | Cze  | Lip  | Sie  | Wrz  | Paź  | Lis  | Gru  | Roczna |
| --- | ---- | ---- | ---- | ---- | ---- | ---- | ---- | ---- | ---- | ---- | ---- | ---- | ------ |
| Średnie temperatury w dzień [°C]                                                                                       | 28.0 | 28.0 | 28.3 | 28.3 | 27.9 | 27.2 | 26.4 | 26.1 | 26.3 | 27.0 | 27.3 | 27.7 | 27,4   |
| Średnie dobowe temperatury [°C]                                                                                        | 25.4 | 25.4 | 25.7 | 25.9 | 25.9 | 25.3 | 24.5 | 24.2 | 24.3 | 24.9 | 25.1 | 25.1 | 25,1   |
| Średnie temperatury w nocy [°C]                                                                                        | 22.7 | 22.7 | 23.1 | 23.4 | 23.8 | 23.3 | 22.5 | 22.0 | 22.2 | 22.7 | 22.8 | 22.5 | 22,8   |
| Opady [mm] | 269  | 348  | 301  | 245  | 159  | 144  | 99   | 38   | 31   | 43   | 138  | 202  | 2017   |
| Średnia liczba dni z opadami                                                                                           | 18.2 | 19.8 | 21.0 | 18.0 | 15.6 | 13.7 | 12.5 | 9.6  | 8.0  | 7.5  | 11.5 | 14.6 | 170    |
| Źródło: Bureau of Meteorology (liczba dni z opadami dla wartości 0,1 mm, wysokość 261 m n.p.m., nad zatoką, 1981-2010) |      |      |      |      |      |      |      |      |      |      |      |      |        |

| Miesiąc                                                                                                  | Sty  | Lut  | Mar  | Kwi  | Maj  | Cze  | Lip  | Sie  | Wrz  | Paź  | Lis  | Gru  | Roczna |
| --- | ---- | ---- | ---- | ---- | ---- | ---- | ---- | ---- | ---- | ---- | ---- | ---- | ------ |
| Średnie temperatury w dzień [°C]                                                                         | 29.8 | 29.9 | 30.0 | 29.8 | 29.3 | 28.6 | 28.1 | 28.1 | 28.2 | 28.6 | 29.0 | 29.4 | 29,1   |
| Średnie dobowe temperatury [°C]                                                                          | 27.5 | 27.6 | 27.7 | 27.7 | 27.4 | 26.7 | 26.2 | 26.2 | 26.2 | 26.6 | 26.9 | 27.1 | 27,0   |
| Średnie temperatury w nocy [°C]                                                                          | 25.1 | 25.2 | 25.4 | 25.5 | 25.4 | 24.8 | 24.3 | 24.3 | 24.2 | 24.5 | 24.8 | 24.8 | 24,9   |
| Opady [mm]                                                                                               | 154  | 182  | 231  | 263  | 205  | 212  | 220  | 105  | 86   | 88   | 97   | 94   | 1935   |
| Średnia liczba dni z opadami                                                                             | 12.9 | 14.2 | 18.3 | 18.3 | 18.9 | 19.2 | 21.4 | 17.2 | 13.5 | 10.1 | 10.1 | 10.6 | 185    |
| Źródło: Bureau of Meteorology (liczba dni z opadami dla wartości 0,1 mm, wysokość 3 m n.p.m., 1981-2010) |      |      |      |      |      |      |      |      |      |      |      |      |        |

| Miesiąc | Sty  | Lut  | Mar  | Kwi  | Maj  | Cze  | Lip  | Sie  | Wrz  | Paź  | Lis  | Gru  | Roczna |
| --- | ---- | ---- | ---- | ---- | ---- | ---- | ---- | ---- | ---- | ---- | ---- | ---- | ------ |
| Średnie temperatury w dzień [°C]                                                                           | 24.6 | 25.1 | 24.4 | 22.8 | 21.0 | 19.4 | 18.5 | 18.4 | 19.3 | 20.4 | 21.7 | 23.5 | 21,6   |
| Średnie dobowe temperatury [°C]                                                                            | 22.0 | 22.5 | 21.9 | 20.4 | 18.7 | 17.1 | 16.2 | 15.9 | 16.7 | 17.8 | 19.1 | 20.8 | 19,1   |
| Średnie temperatury w nocy [°C]                                                                            | 19.3 | 19.9 | 19.3 | 17.9 | 16.4 | 14.8 | 13.8 | 13.4 | 14.1 | 15.1 | 16.4 | 18.1 | 16,5   |
| Opady [mm]                                                                                                 | 83   | 86   | 88   | 118  | 114  | 131  | 126  | 102  | 98   | 75   | 89   | 97   | 1206   |
| Średnia liczba dni z opadami                                                                               | 12.4 | 12.6 | 15.1 | 17.3 | 18.7 | 19.7 | 20.5 | 19.0 | 14.2 | 13.2 | 11.2 | 11.7 | 186    |
| Średnie usłonecznienie [h]                                                                                 | 233  | 214  | 208  | 189  | 186  | 162  | 183  | 217  | 219  | 233  | 234  | 239  | 2525   |
| Źródło: Bureau of Meteorology (liczba dni z opadami dla wartości 0,1 mm, wysokość 112 m n.p.m., 1981-2010) |      |      |      |      |      |      |      |      |      |      |      |      |        |

## Temperatura morza
Temperatura morza największych australijskich metropolii:
| Metropolia | Sty  | Lut  | Mar  | Kwi  | Maj  | Cze  | Lip  | Sie  | Wrz  | Paź  | Lis  | Gru  | Rok |
| ---------- | ---- | ---- | ---- | ---- | ---- | ---- | ---- | ---- | ---- | ---- | ---- | ---- | --- |
| Brisbane   | 26,3 | 27,2 | 26,5 | 25,5 | 24,1 | 22,6 | 21,6 | 21,4 | 22,0 | 22,9 | 24,5 | 25,7 | 24  |
| Sydney     | 23,3 | 23,7 | 23,4 | 22,7 | 20,7 | 19,3 | 19,1 | 18,8 | 18,5 | 19,2 | 20,6 | 21,9 | 21  |
| Perth      | 21,9 | 22,8 | 23,4 | 22,8 | 22,1 | 21,3 | 19,9 | 19,4 | 19,0 | 18,9 | 19,6 | 20,9 | 21  |
| Melbourne  | 18,6 | 18,8 | 18,4 | 18,0 | 17,0 | 15,8 | 15,0 | 14,7 | 14,6 | 15,0 | 16,5 | 17,4 | 17  |
| Adelaide   | 21   | 22   | 21   | 19   | 17   | 15   | 13   | 13   | 14   | 16   | 18   | 20   | 17  |